# Lisa McDonald
Lisa McDonald (* 9. Juli 1974) ist eine irische Politikerin der Fianna Fáil.
Nach Beendigung der Schule studierte McDonald am University College Dublin und wurde im Anschluss als Solicitor in die irische Anwaltschaft aufgenommen. McDonald wurde nun in Wexford tätig.
2007 wurde sie von Taoiseach Bertie Ahern zur Senatorin im 23. Seanad Éireann nominiert.
McDonald ist verheiratet und hat zwei Kinder.